# Alliierte Kommandantur

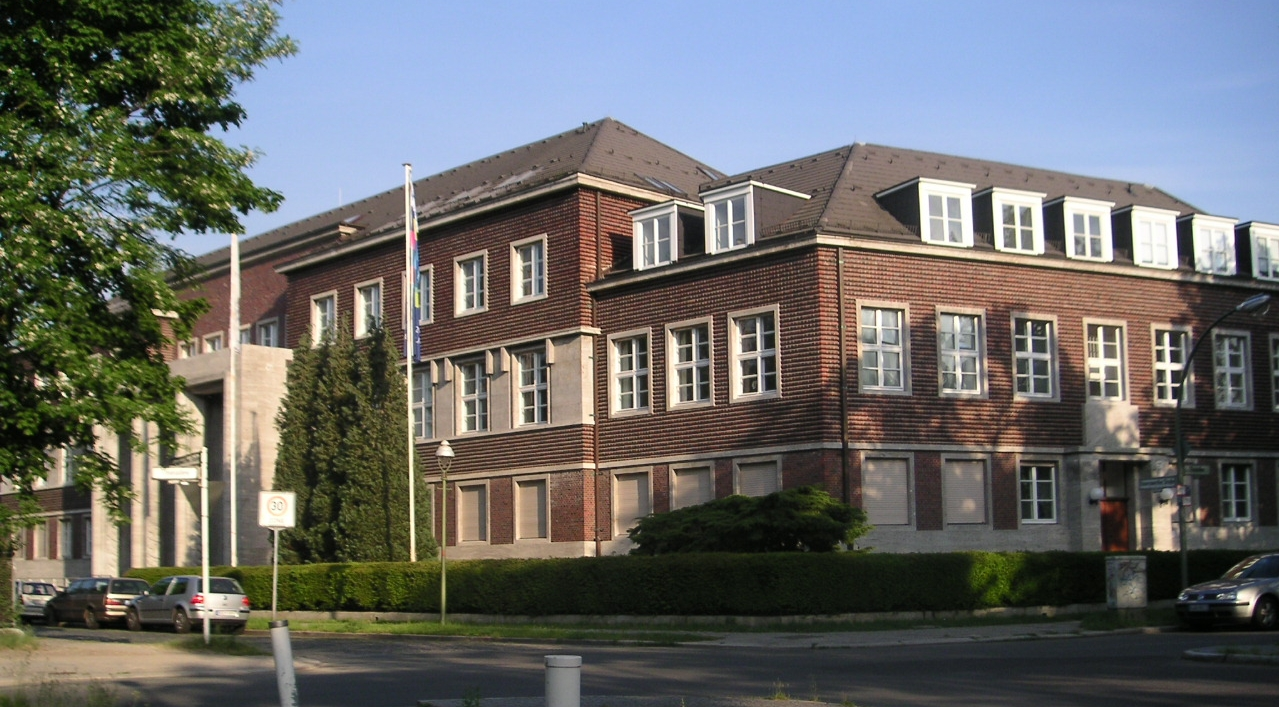
Gebäude der Alliierten Kommandantur in der Kaiserswerther Straße 16/18, Rudeloffweg 30, Thielallee 64 in Berlin-Dahlem

Die Alliierte Kommandantur (Originalbezeichnung: Alliierte Kommandatura, ursprünglich: Interalliierte Militärkommandantur; russisch Komendatura) war eine alliierte Behörde, durch die die vier Besatzungsmächte USA, Großbritannien, Frankreich und Sowjetunion nach dem Zweiten Weltkrieg die gemeinsame Regierung Groß-Berlins ausübten. Sie setzte sich aus vier Stadtkommandanten zusammen, die von den entsprechenden Vertretern der Besatzungsmächte im Alliierten Kontrollrat ernannt worden waren. Von 1945 bis 1949 unterstand sie dem Kontrollrat, nach dessen Scheitern als oberstes gemeinsames Kontrollorgan wurde sie von der Alliierten Hohen Kommission geführt.
Im besetzten Wien gab es eine alliierte Kommandantur, die der Alliierten Kommission für Österreich unterstellt war.

## Geschichte

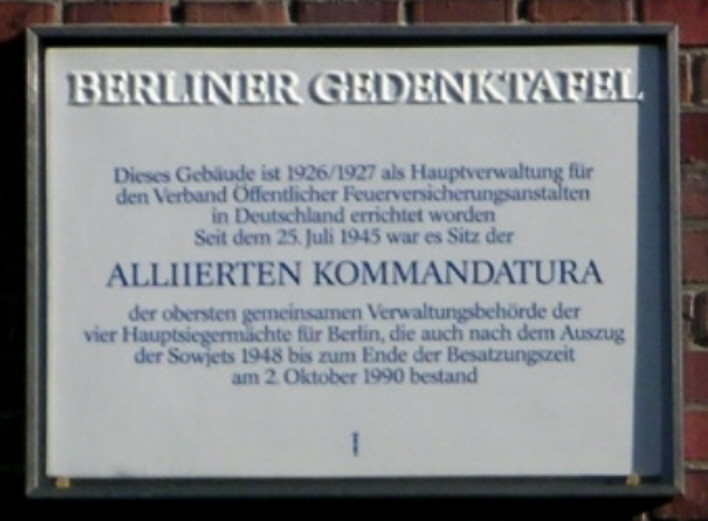
Gedenktafel am Gebäude Kaiserswerther Straße 16/18 in Berlin-Dahlem

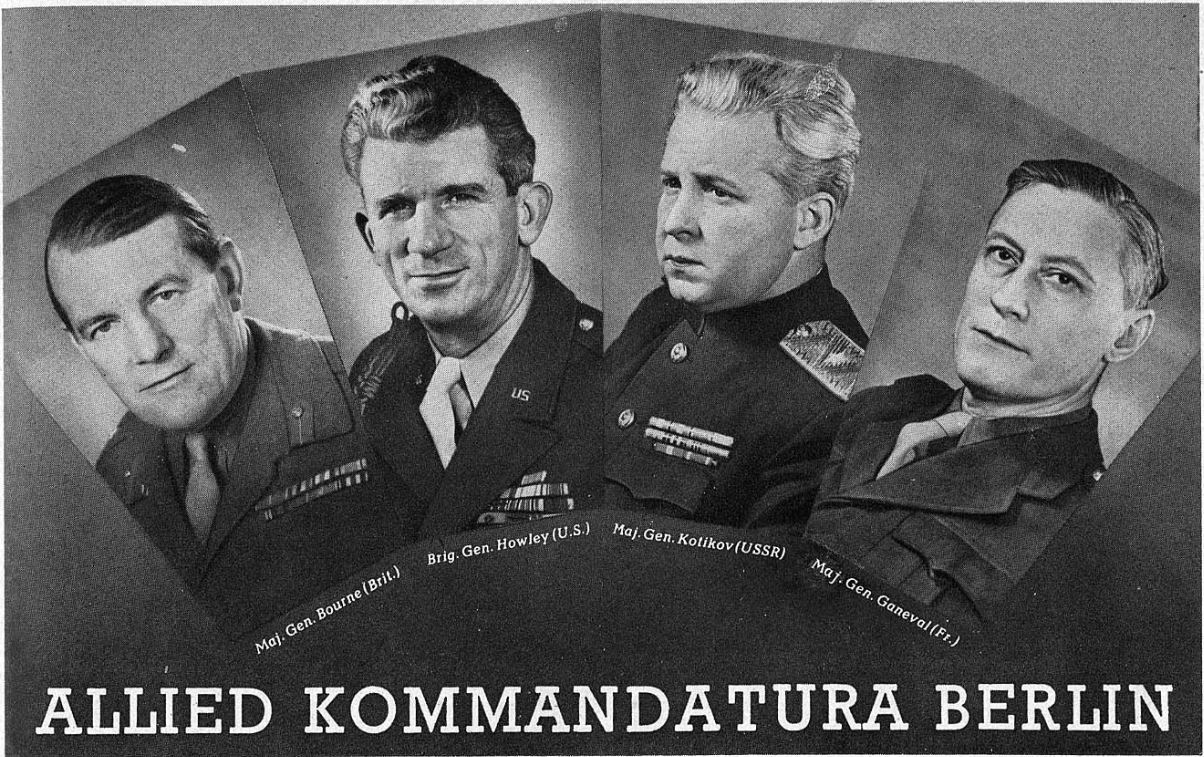
Alliierte Stadtkommandanten 1949: General Bourne (GB), General Howley (USA), General Kotikov (UdSSR), General Ganeval (F)

Bereits im September 1944 hatten sich Großbritannien, die USA und die Sowjetunion darauf verständigt, dass nach der deutschen bedingungslosen Kapitulation Groß-Berlin nicht als Teil der sowjetischen Besatzungszone gelten, sondern dass es „ein spezielles Berlin-Gebiet […] unter gemeinsamer Besetzung der drei Mächte“ mit einem einheitlichen Sonderstatus geben solle. Auf der Konferenz von Jalta 1945 erzielten die Hauptsiegermächte Einigkeit darüber, auch Frankreich als Besatzungsmacht mit Sitz und Stimme im Alliierten Kontrollrat anzuerkennen. Daher erhielt es einen eigenen „Sektor“ Berlins.
Nachdem britische und US-amerikanische Truppen in die von der Roten Armee eroberte deutsche Reichshauptstadt eingerückt waren, trat die Alliierte Kommandantur für Berlin zum ersten Mal am 11. Juli 1945 in den Räumen der sowjetischen Zentralkommandantur zusammen. Ab 25. Juli 1945 zog die Kommandantur in den amerikanischen Sektor nach Berlin-Dahlem in die Kaiserswerther Straße 16/18. In dem von Heinrich Straumer errichteten ehemaligen Hauptsitz des Verbandes der öffentlichen Feuerversicherungsanstalten regierte die Alliierte Kommandantur in Form von „Anordnungen an den Berliner Magistrat und an den Oberbürgermeister“ (Abkürzung BK/O für Berlin Kommandatura/Order; daneben BK/L für Letter, deutsch Mitteilung, und BKC/L für Berlin Kommandatura Commandant/Letter). Diese Anordnungen mussten einstimmig von den vier Kommandanten beschlossen werden. Wenn diese sich nicht einigen konnten, ersuchten sie um Vermittlung des Koordinierungsausschusses des Alliierten Kontrollrates.
Die Kommandantur, bestehend aus den Stadtkommandanten der Besatzungsmächte, wurde dem Alliierten Kontrollrat außerhalb der zonalen Zuständigkeiten der vier militärischen Oberbefehlshaber unterstellt.
Am 16. Juni 1948 zog der sowjetische Stadtkommandant Alexander Kotikow einseitig aus der Alliierten Kommandantur aus. Die westlichen Stadtkommandanten erklärten am 21. Dezember 1948, dass die Alliierte Kommandantur fortbestehe und ließen bei ihren Beratungen einen Platz für den sowjetischen Vertreter frei. Ihre Entscheidungen konnten sie allerdings nur in den drei westlichen Sektoren durchsetzen, vorbehaltlich der Rechte und Verantwortlichkeiten, die alle Vier Mächte für Berlin als Ganzes innehatten.
Offiziell beendet wurde die Tätigkeit der Alliierten Kommandantur mit Inkrafttreten des Zwei-plus-Vier-Vertrages 1991. Das Gebäude wird seit 1994 von der Freien Universität Berlin als Präsidialamt genutzt.

## Militärmissionen
Gemäß Art. 8 Londoner Abkommen über Kontrolleinrichtungen vom 14. November 1944 waren 16 andere Siegermächte eingeladen, Militärmissionen beim Alliierten Kontrollrat einzurichten, um die Belange ihrer Regierungen in den Deutschland als Ganzes betreffenden Angelegenheiten einbringen zu können. 15 Staaten machten hiervon Gebrauch.
Nach dem Auszug der UdSSR aus dem Alliierten Kontrollrat 1948 war es an der später gebildeten Alliierten Hohen Kommission, über Anträge zu befinden, insbesondere die sich ablösenden Leiter der Missionen zu beglaubigen. 1955 ging diese Funktion an die drei westlichen Botschafter in Bonn über. Wenn der neue Chef einer Militärmission sein Amt antrat, stellte ihn einer der alliierten Protokollchefs dem vorsitzführenden Stadtkommandanten vor. Die beiden Stadtkommandanten aus den anderen Sektoren wohnten der Zeremonie, an der seit 1951 kein sowjetischer Vertreter mehr teilgenommen hat, bei. Sie fand im Alliierten Kontrollratsgebäude statt. Die beiden östlichen Missionsleiter aus Polen und der Tschechoslowakei, die sich gemäß dem sowjetischen Standpunkt der Nichtexistenz des Kontrollrates der Zeremonie entzogen, behandelten die alliierten Behörden als „amtierende Chefs“ wie die sonstigen Mitglieder der Missionen, die keiner Beglaubigung bedurften und nur im Voraus ihre Ankunft anzeigen mussten.
Ebenfalls bei der Alliierten Kommandantur akkreditiert war in den ersten Nachkriegsjahren eine „Heimschaffungsdelegation“, die sich mit der Heimführung Schweizer Staatsangehöriger aus den früheren deutschen Ostgebieten befasste. Nach Gründung der Bundesrepublik Deutschland im Jahr 1949 wurde aus der „Heimschaffungsdelegation“ eine „Schweizerische Delegation“. 1973 wurde die Delegation in ein Generalkonsulat umgewandelt. Sie hatte ihren Sitz in dem Gebäude im Spreebogen, in dem seit der deutschen Wiedervereinigung 1990, wie schon vor dem Krieg, die Schweizerische Botschaft in Berlin residiert.
Alle Missionen genossen diplomatische Immunität und waren den Besatzungsbehörden gleichgestellt. Ihre Fahrzeuge trugen Sonderkennzeichen „MM“ mit alliierter Zulassungsnummer und das jeweilige Nationalitätszeichen.
| Staat                 | Gründungsjahr | Adresse                                                                                             | Entwicklung der MM | Jahr der Schließung |
| --------------------- | ------------- | --------------------------------------------------------------------------------------------------- | --- | ------------------- |
| Australien            | 1945          | Olympiastadion, Westend                                                                             | MM bestand formal bis 1991, Leiter in Bonn, Kölner Straße 157                                                                       | 1991                |
| Belgien               | 1945          | Stößerstraße 16–18, Konradshöhe                                                                     | MM bestand formal bis 1991, Leiter in Bonn, Kaiser-Friedrich-Straße 22 (MilAtt in der Rheinallee 31a)                               | 1991                |
| Brasilien             | 1946          | Wannsee                                                                                             | MM wurde 1950 in ein Konsulat umgewandelt                                                                                           | 1950                |
| China (Nationalchina) | 1945          | Podbielskiallee 62, Dahlem                                                                          | 1950 Schließung der MM „aus ökonomischen Gründen“                                                                                   | 1950                |
| Dänemark              | 1946          | Drakestraße 1 Tiergarten (ehem. Dänische Gesandtschaft), 1949 Tiergartenstraße 48, Tiergarten       | MM bestand formal bis 1991, Leiter in Bonn, Poppelsdorfer Straße 45                                                                 | 1991                |
| Griechenland          | 1946          | Graf-Spee-Straße 13–15, Tiergarten, 1953: Uhlandstraße 7, Charlottenburg                            | MM bestand formal bis 1991, Leiter in Bonn, Koblenzer Straße 73a (MilAtt in der Meckenheimer Allee 143)                             | 1991                |
| Indien                | 1946          | Olympiastadion, Westend                                                                             | 1947 Ernennung des zivilen Geschäftsträgers zum General, 1949 Akkreditierung bei der Alliierten Hohen Kommission auf dem Petersberg | 1949                |
| Jugoslawien           | 1945          | Rauchstraße 17/18, Tiergarten (ehem. Jugoslawische Gesandtschaft), 1954 Taubertstraße 18, Grunewald | MM bestand bis 1991 | 1991                |
| Kanada                | 1946          | Olympiastadion, Westend                                                                             | MM bestand formal bis 1991, Leiter in Bonn, Zitelmannstraße 22                                                                      | 1991                |
| Luxemburg             | 1946          | Ulmenallee 32, Westend                                                                              | MM bestand formal bis 1991, Leiter und Adresse in Köln, Martinstraße 20                                                             | 1991                |
| Niederlande           | 1945          | Hohenzollerndamm 46, Grunewald, später: Meierottostraße 7, Wilmersdorf                              | MM bestand formal bis 1991, Leiter in Bonn, Sträßchensweg 2                                                                         | 1991                |
| Norwegen              | 1945          | Rauchstraße 11 Tiergarten (ehem. Norwegische Gesandtschaft)                                         | MM bestand formal bis 1991, Leiter in Bonn, Gotenstraße 163                                                                         | 1991                |
| Polen                 | 1945          | Schlüterstraße 42, Charlottenburg, später Lassenstraße 19–21, Grunewald                             | MM bestand bis 1991 | 1991                |
| Südafrika             | 1946          | Olympiastadion, Westend                                                                             | MM bestand formal bis 1991, Leiter und Adresse in Köln, Heumarkt 1                                                                  | 1991                |
| Tschechoslowakei      | 1945          | Limonenstraße 27, Dahlem, Residenz des Leiters in der Podbielskiallee 54, Dahlem                    | MM bestand bis 1991 | 1991                |